# 庐山瓦韦
庐山瓦韦（学名：Lepisorus lewisii）为水龙骨科瓦韦属下的一个种。

## 扩展阅读
維基物種上的相關：庐山瓦韦